# Ходруша-Хамре
Ходруша-Хамре (слч. Hodruša-Hámre) насељено је мјесто са административним статусом сеоске општине (слч. obec) у округу Жарновица, у Банскобистричком крају, Словачка Република.

## Становништво
| Година:    | 1994. | 2004.   | 2014.   | 2024.   |
| ---------- | ----- | ------- | ------- | ------- |
| Број људи: | 2399  | 2288    | 2212    | 1992    |
| Разлика:   |       | -4,62 % | -3,32 % | -9,94 % |

| Година:    | 2023. | 2024.   |
| ---------- | ----- | ------- |
| Број људи: | 1996  | 1992    |
| Разлика:   |       | -0,20 % |

Према подацима о броју становника из 2024. године насеље је имало 1992 становника.